# Municipio de Hayes (condado de Clare)
El municipio de Hayes (en inglés: Hayes Township) es un municipio ubicado en el condado de Clare en el estado estadounidense de Míchigan. En el año 2010 tenía una población de 4675 habitantes y una densidad poblacional de 56,12 personas por km².

## Geografía
El municipio de Hayes se encuentra ubicado en las coordenadas 44°2′19″N 84°47′2″O / 44.03861, -84.78389. Según la Oficina del Censo de los Estados Unidos, el municipio tiene una superficie total de 83.31 km², de la cual 81.02 km² corresponden a tierra firme y (2.75%) 2.29 km² es agua.

## Demografía
Según el censo de 2010, había 4675 personas residiendo en el municipio de Hayes. La densidad de población era de 56,12 hab./km². De los 4675 habitantes, el municipio de Hayes estaba compuesto por el 96.39% blancos, el 0.45% eran afroamericanos, el 0.83% eran amerindios, el 0.36% eran asiáticos, el 0.04% eran isleños del Pacífico, el 0.17% eran de otras razas y el 1.75% pertenecían a dos o más razas. Del total de la población el 1.48% eran hispanos o latinos de cualquier raza.